# Nagyvirágú méhfű
A nagyvirágú méhfű (Melittis melissophyllum subsp. carpatica), az árvacsalánfélék (Lamiaceae) (vagy ajakos virágúak) családjába tartozó, évelő gyógynövény. Régebbi forrásban faji rangon M. grandiflora Sm. syn. M. melissophyllum L., további magyar nevei: mecsekifű, mecseki tea néven szerepel a nagyvirágú méhfű.
30–40 cm magas, szára négyoldalú, szőrös. Levelei 5–15 cm hosszúak, tojásdadok, durván csipkés-fogas szélűek, átellenes állásúak, válluk szíves, lekerekített vagy ék alakú is lehet, gyéren szőrösek. A virágok a levelek hónaljában fejlődnek, örvön-ként 5-7 virággal. A csésze szabálytalanul kétajkú, kissé felfújt, a párta 3–4 cm hosszú, csöves, felső ajka kerekded, fehér, alsó ajka bíboros vagy rózsás foltos. Virágzása: Május-június.

## Élőhelyei
Üde lomberdőkben, bükkösökben, gyertyános-tölgyesekben, karsztbokorerdőkben.